# Urs Bühler
Urs Toni Bühler (Willisau-Lucerna, 19 de julio de 1971), conocido como Urs Bühler, es un cantante y compositor suizo.
Componente del cuarteto vocal de crossover de música clásica Il Divo, con quien ha vendido más de 35 millones de copias en discos en todo el mundo y ha publicado ocho álbumes de estudio; Il Divo (2004), Ancora (2005), Siempre (2006), The promise (2008), Wicked game (2011), A musical affair (2013),Amor & pasión (2015) y Timeless (2018); un álbum recopilatorio The greatest hits (2012); un álbum especial de canciones de Navidad The classic Christmas album (2005); y dos álbumes en directo, An Evening with Il Divo: Live in Barcelona (2009), Live in Japan (2014); múltiples ediciones especiales y duetos y colaboraciones. Asimismo, también se ha publicado la videografía Live At Gotham Hall (2004), Encore (2004), Mama (2005), The Yule Log: The Christmas collection (2005), Live At the Greek Theater (2006), At the Coliseum (2008), Live in Barcelona: An evening with Il Divo (2009), Live in London (2011) y Live in Japan (2014).

## Biografía
Entre su música favorita se encuentra Ozzy Osbourne & Black Sabbath, Iron Maiden, Judas Priest, Nightwish, Van Halen, Dokken, la música de los 80's y 90's, la música clásica del cual su favorito es Mozart y Caruso en ópera. También es un apasionado de Hard rock y el Heavy metal.
Con 1.78 metros de estatura, confiesa que sus hobbies son las motos, montar a caballo y reparar motores. Colecciona guitarras y motocicletas Harley-Davidsons y Goldwingss. Habla seis idiomas: inglés, francés, alemán, alemán de Suiza, holandés y español.
Desde 2003, Urs tuvo una relación de varios años con la violinista internacional Valerie Brusselle hasta 2008. Ese mismo año comienza una relación con Tanya Rodney maquilladora de Il Divo. El 23 de diciembre de 2008, Urs y Tanya se convirtieron en padres de una niña llamada Wilhelmina Bühler-Rodney a quien cariñosamente llaman Billie.
A finales de 2009 la pareja se comprometió pero en 2010 cancelaron la boda y anunciaron su separación.
En 2012 inició una relación con Kelly Phelan gimnasta profesional y actriz, que actuaba en el circo Le Rêve de Las Vegas. La pareja se separó a principios de 2015.
El 12 de septiembre de 2016, en una playa de Ibiza, España, Urs contrajo matrimonio con la madrileña Letícia Martín Crespo, una bailarina y modelo española. La pareja comenzó su relación en febrero de 2016 y se conocieron cuando Leticia formaba parte del elenco de bailarines latinos que componía la gira mundial del álbum Amor & pasión con Il Divo. La pedida de mano tuvo lugar en la localidad italiana de Venecia, mientras la pareja disfrutaba de un romántico paseo en góndola. Sin embargo, no fue hasta días después, en el 45 cumpleaños del cantante, cuando ambos decidieron comunicar su compromiso a su familia y amigos. El matrimonio reside en Estados Unidos.

## Trayectoria musical

### Ópera

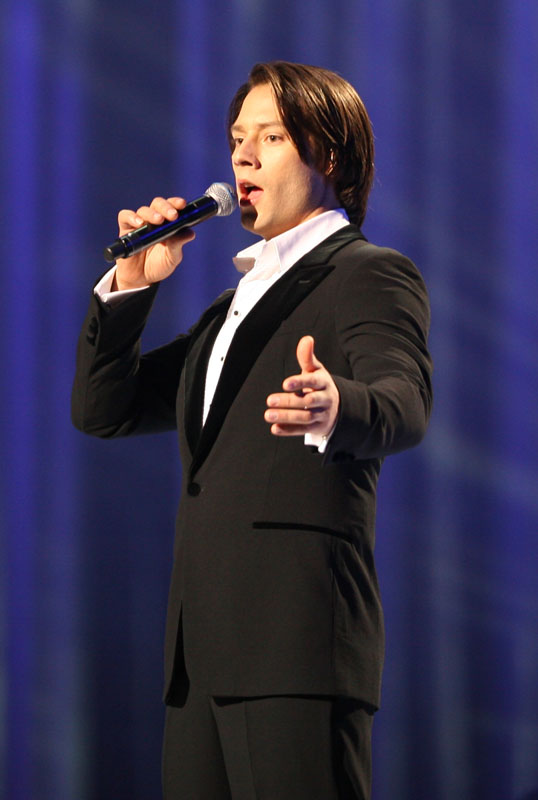
Urs Bühler en concierto con Il Divo en 2008.

Urs inició su trayectoria musical siendo un ídolo del rock para pasar a ser a un ídolo, o divo, de ópera.
Cuando era un adolescente, con 17 años, en Suiza, cantó con una banda de heavy metal llamada The Conspiracy en Lucerna, que lanzó un álbum en 1991 titulado "One to One". Sin embargo, mientras estudiaba para ser profesor de música, Urs tuvo una revelación y casi momentáneamente, comenzó a escuchar música clásica.

Cambié, casi de un día para otro, y comencé a escuchar solo música clásica. La calidad de los grandes compositores, los arreglos, la riqueza de las ideas, me parece increíblemente fascinante, tan hermoso, tan bien construido, me llega muy adentro.
Urs Bühler

En Lucerna, se graduó en Educación musical y Estudios de la Voz en la Escuela de la Academia de la Música y de la Iglesia en Suiza. Después de un tiempo se mudó a Ámsterdam, donde obtuvo un máster en Música Clásica en el Conservatorio de Ámsterdam bajo la tutela del barítono alemán Udo Reinemann mientras alternaba sus estudios de forma privada con el tenor suizo Gösta Winbergh y el tenor francés Christian Papis.
Tras su formación, se ganaba la vida como cantante independiente entre Holanda, Bélgica, Alemania y Francia, haciendo oratorio y ópera y con actuaciones en el coro de la Ópera de Ámsterdam.
Entre sus actuaciones operísticas más aclamadas destacan:
- Ba-ta-clan. Opera Minora. Festival Aan Zee en Noordwijk. El 23 de mayo de 2001.
- Der Vogelhändler. Nieuwstad Operette en Nieuwegein. En noviembre de 2002.
- Eine Nacht in Venedig. Nieuwstad Operette en Nieuwegein. El 7 de noviembre de 2003.
- Johannes Passion. Oude Kerk, Delft. With Philharmonisch Koor Toonkunst Rotterdam. El 17 de abril de 2003.

Vivió 8 años en Países Bajos hasta que fue reclutado por Simon Cowell para cantar en Il Divo.

### Il Divo
Cuando llegó la oferta para unirse a Il Divo, estaba muy escéptico. Yo era un purista de la ópera, y le dije a Simon: 'No me importa probar, pero creo que no vamos va a llegar a ninguna parte'.

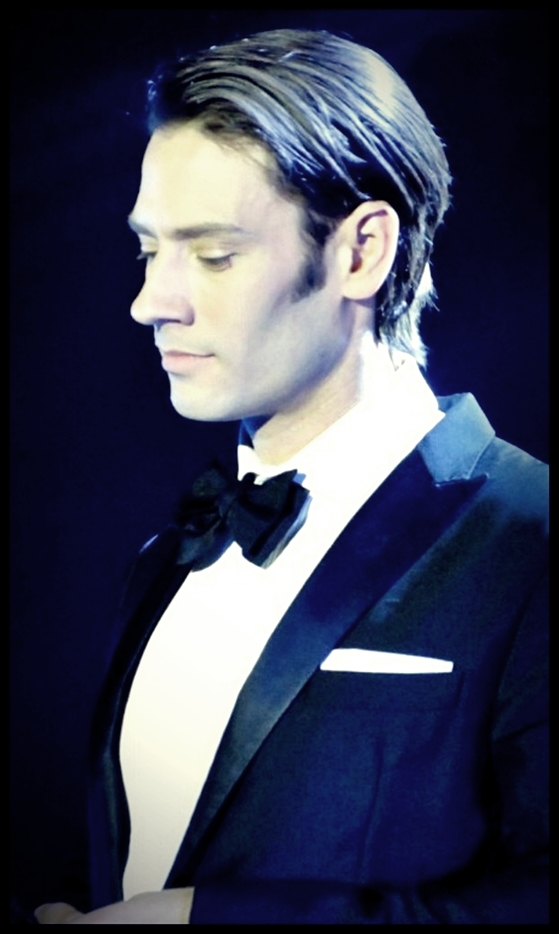
Urs Bühler

Il Divo es un grupo musical que conjunta la lírica y la música culta con el pop y otros géneros musicales; el estilo denominado a nivel internacional como crossover clásico.

 El grupo está comprendido por un cuarteto vocal de cantantes masculinos: Urs Bühler, el barítono español Carlos Marín, el tenor estadounidense David Miller y el cantante de Pop francés Sébastien Izambard.
Desde su origen, Il Divo ha gozado de un gran beneplácito a nivel mundial, vendiendo hasta la fecha de 2016, más de 40 millones de copias en discos en todo el mundo y conquistando más de 160 discos de oro y platino en 35 países instaurando una revolución en la música clásica y en todo el panorama musical, legitimando un nuevo estilo musical, el denominado pópera u ópera-pop dentro del género de crossover clásico.
En honor a la buena música, al esfuerzo y al talento; en 2011 le otorgaron el premio al «Artist of the Decade» (Mejor Artista De La Década) en los premios Classic Brit Awards celebrados en el Royal Albert Hall de Londres y entre otros, en 2015 el «Premio Clásico PPL» en los premios Silver Clef Award.

He aprendido mucho, ya que para cantar con Il Divo tienes que ser muy flexible con tu voz. En la música clásica hay una técnica, una manera de producir un sonido que es la correcta, y otra que no lo es. El pop tiene que ver con el sentimiento, puede ser un aliento o un graznido, es algo natural para Sébastien, pero yo tengo que trabajar en ello. También he aprendido mucho de canto clásico, sobre todo porque Carlos y David son simplemente geniales. Todo el arreglo vocal es un proceso muy fluido que pasa en el estudio, entre nosotros. Cuando funciona, es fantástico.
Urs Bühler

Il Divo se ha convertido en un grupo internacional de referencia, ya que en 2005 alcanzó ser en el primer grupo de crossover clásico en la historia en conseguir el primer lugar en la lista de Billboard 200 estadounidense.
En América lograron con su álbum debut « Il Divo», ser el primer grupo británico que ha entrado en el n.º #1 de las listas y con « The Promise» consiguieron batir el récord de ventas en la primera semana.
Los cuatro primeros discos, «Il Divo», «Ancora», «Siempre» y «The Promise» lograron 50 posiciones n.º #1 en las listas de álbumes a nivel internacional.
En España, Il Divo también forma parte de las mayores ventas que han cantado en español.
En 2006 fueron registrados en el Libro Guinness de los récords como el proyecto internacional de pop de mayor éxito comercial de la historia, este mismo año entraron en la lista de los díscos más vendidos en el mundo, con 5.000.000 de ejemplares en tan solo el 2006. En los escenarios de todo el mundo también recolectaron gran éxito, ya que vendieron más de dos millones de entradas de conciertos tan solo de sus cuatro primeros discos y en su primera gira mundial las entradas se agotaron en 69 ciudades de 18 países.
El grupo fue proyectado y asociado en el año 2003 por el productor musical Cowell para la discográfica Syco Music.
Cowell, bautizó el grupo como Il Divo, una palabra italiana que significa “artista divino”.
El cuarteto destaca por su mezcla musical de ópera (canto lírico y música culta) con temas de distintos géneros como la música latina, musicales, boleros, folclore, música sacra, y por la interpretación de canciones emblemáticas como «Regresa A Mí» primer sencillo del grupo; «Senza Catene» reescrita y versionada para Il Divo en italiano de la original «Unchained Melody»; el «Ave María» de Franz Schubert; el «Adagio de Albinoni»; «Memory», «Don't Cry for Me Argentina»; «Con Te Partirò»; «My Way (A mi manera)»; «I Will Always Love You (Siempre Te Amaré)» o las oscarizadas bandas sonoras: «Over The Rainbow»; «If You Love Me (Si Tu me Amas)»; «Falling Slowly (Te Prometo)»; «Can You Feel the Love Tonight» o «Il Mio Cuore Va» reescrita en italiano para el grupo de la original «My Heart Will Go On», o los temas originales de Il Divo como «Come Primavera», «Ti Amerò», «Isabel», «Everytime I Look At You», «La Vida Sin Amor», «Sei Parte Ormai Di Me», «La Promessa» o «Mama».

## Filantropía
Para la ONG Nordoff Robbins, fundada por Paul Nordoff y Clive Robbins, una organización que llega a las personas en diferentes contextos través del poder de la música para transformar sus vidas, Urs Bühler y su compañero en Il Divo David Miller realizaron un viaje de 2800 millas (más de 4500 km) en motocicleta, desde Miami hasta Los Ángeles, del 20 al 30 de septiembre de 2015, para recaudar fondos para la organización de musicoterapia.

## Discografía

### The Conspiracy
| # | Año  | Álbum      | Formato |                                                  |
| - | ---- | ---------- | ------- | ------------------------------------------------ |
| 1 | 1991 | One to One | CD      | The Conspiracy fue una banda local de rock heavy |

### Il Divo
| # | Año  | Álbum                                        | Formato |                                                                      |
| - | ---- | -------------------------------------------- | ------- | -------------------------------------------------------------------- |
| 1 | 2004 | Il Divo                                      | CD      | CD en venta desde el 1 de noviembre de 2004. Contiene 12 canciones.  |
| 2 | 2005 | Ancora                                       | CD      | CD en venta desde el 7 de noviembre de 2005. Contiene 16 canciones.  |
| 3 | 2006 | Siempre                                      | CD      | CD en venta desde el 21 de noviembre de 2006. Contiene 11 canciones. |
| 4 | 2008 | The Promise                                  | CD      | CD en venta desde el 10 de noviembre de 2008. Contiene 11 canciones. |
| 5 | 2011 | Wicked Game                                  | CD      | CD en venta desde el 4 de noviembre de 2011. Contiene 10 canciones.  |
| 6 | 2013 | A Musical Affair                             | CD      | CD en venta desde el 5 de noviembre de 2013. Contiene 12 canciones.  |
| 7 | 2015 | Amor & Pasión                                | CD      | CD en venta desde el 6 de noviembre de 2015. Contiene 12 canciones.  |
| 8 | 2018 | Timeless                                     | CD      | CD en venta desde el 18 de abril de 2018. Contiene 10 canciones.     |
| 9 | 2021 | For once in my life: A celebration of Motown | CD      | CD en venta desde julio de 2021.                                     |